# Conflito do Alto Carabaque
O conflito do Alto Carabaque (em armênio/arménio: Լեռնային Ղարաբաղ; romaniz.: Nagorno-Karabakh) ou Carabaque Montanhoso (em azeri: Dağlıq Qarabağ) refere-se aos confrontos militares em curso entre azeris e armênios dentro da área do Alto Carabaque (atual República de Artsaque) no Cáucaso. O conflito evoluiu a partir da Guerra do Alto Carabaque de 1988-1994, mas as tensões e conflitos continuam na região, apesar de um cessar-fogo oficial.

## Guerra do Alto Carabaque (1988-1994)
A Guerra do Alto Carabaque foi um conflito armado que ocorreu no final da década de 1980 a maio de 1994, no enclave do Alto Carabaque, no sudoeste do Azerbaijão, entre a maioria étnica dos armênios do Alto Carabaque apoiados pela República da Armênia, e a República do Azerbaijão. À medida que a guerra avançava, Armênia e Azerbaijão, ambos ex-repúblicas soviéticas, se emaranharam em uma prolongada guerra não declarada nas altas montanhosas do Carabaque com o Azerbaijão tentando frear o movimento separatista no Alto Carabaque. O parlamento do enclave votou a favor de unir-se com a Armênia e um referendo, boicotado pela população azeri do Alto Carabaque, foi realizado, em que a maioria dos eleitores votaram a favor da independência. A demanda de unificação com a Armênia, iniciou de forma relativamente pacífica; no entanto, nos meses seguintes, com a desintegração da União Soviética se aproximando, cresceu e se tornou um conflito cada vez mais violento entre armênios e azeris, resultando em alegações de limpeza étnica por ambos os lados.
Os confrontos inter-étnicos entre os dois eclodiu logo após o parlamento do Oblast Autónomo do Alto Carabaque no Azerbaijão votar para unificar a região com a Armênia em 20 de fevereiro de 1988. As circunstâncias da dissolução da União Soviética permitiu um movimento separatista armênio no Azerbaijão soviético. A declaração de secessão do Azerbaijão foi o resultado final de um conflito territorial em relação ao território. Enquanto o Azerbaijão declarou sua independência da União Soviética e removeu os poderes detidos pelo governo do enclave, a maioria armênia votou pela secessão do Azerbaijão em um processo de proclamou a não reconhecida República do Alto Carabaque.
Os combates em grande escala eclodiram no final do inverno de 1992. A mediação internacional por vários grupos, incluindo a Organização para a Segurança e Cooperação na Europa (OSCE) falhou em trazer uma resolução final que ambos os lados pudessem trabalhar. Na primavera de 1993, as forças armênias capturaram regiões fora do próprio enclave, ameaçando o envolvimento de outros países na região. Até o final da guerra em 1994, os armênios estavam no total controle da maior parte do enclave e também mantinham e controlam atualmente cerca de 9% do território do Azerbaijão fora do enclave. Tal como muitos, 230 mil armênios do Azerbaijão e 800 000 azeris da Armênia e Carabaque foram deslocados como resultado do conflito. Um cessar-fogo mediado pelos russos foi assinado em maio de 1994 e as negociações de paz, mediadas pelo Grupo de Minsk da OSCE, têm sido realizadas desde então pela Armênia e Azerbaijão.

## Violência pós-guerra

### Incidentes fronteiriços entre armênios e azeris (1999-2005)
Em 1999, ocorreram confrontos em Karmiravan (Qızıloba em azeri), um vilarejo situado na região de Martakert, junto à linha de fronteira da República do Alto Carabaque e do Azerbaijão. A área foi palco de batalhas durante a Guerra do Alto Carabaque, mas também de numerosas violações da trégua subsequente. Fontes da época relataram genericamente "intensos combates", sem especificar a causa, a dinâmica e o balanço deles, sendo, no entanto, apontadas "vítimas" de ambos os lados.
Em março de 2000, um grave incidente ocorreu ao longo da linha de contato entre o Alto Carabaque e o Azerbaijão, em Martaquerte, mesmo distrito que no ano anterior havia conhecido outra grave violação do cessar-fogo. A tentativa de incursão azeri no território do Alto Carabaque teria resultado em pelo menos uma dúzia de mortes entre as fileiras dos atacantes, enquanto que não se sabe o número de vítimas armênias.
Novos confrontos ocorreram em junho de 2003 ao longo da fronteira entre o Alto Carabaque e Azerbaijão, perto do vilarejo de Karakhambeili na parte meridional próximo da fronteira com o Irã. A tentativa de incursão azeri no território do Alto Carabaque teria provocado pelo menos dez mortes entre as fileiras dos atacantes enquanto que não se sabe o número de vítimas armênias.
Outra tentativa de invadir a mesma região foi registrada em julho de 2003.
Uma violação grave do cessar-fogo ocorre em 9 de março de 2005. Os incidentes foram precedidos por outras escaramuças em 7 de março, ao norte da fronteira, perto do vilarejo desabitado de Seysulan na região de Martakert. Dois dias depois, fontes armênias denunciam uma tentativa de incursão de soldados do Azerbaijão ao longo da linha de contato perto da cidade de Agdam que já foi palco durante a Guerra do Alto Carabaque de violentos combates. Os azeris, por sua vez, relataram violações do cessar-fogo pelos armênios. Outras fontes falam de uma ação de desvio de penetração pelos azeris no território da República do Alto Carabaque, com um balanço de pelo menos uma dúzia de vítimas.

### Escaramuças em Mardakert em 2008
As escaramuças em Mardakert de 2008 tiveram inicio no dia 4 de março após os protestos eleitorais armênios. Envolveu os combates mais pesados entre os armênio étnicos e as forças do Azerbaijão sobre a disputada região do Alto Carabaque desde o cessar-fogo de 1994, após a Guerra do Alto Carabaque.
Fontes armênias acusaram o Azerbaijão de tentar tirar proveito da instabilidade permanente na Armênia. As fontes azeris responsabilizam a Armênia, alegando que o governo armênio estava tentando desviar a atenção de tensões internas na Armênia.
Após o incidente, em 14 de março a Assembleia Geral das Nações Unidas por votação nominal de 39 votos a favor e 7 contra, aprovou a Resolução 62/243, exigindo a retirada imediata de todas as forças armênias dos "territórios ocupados" do Azerbaijão.

### Violência e incidentes em 2010 e 2011
As escaramuças no Alto Carabaque de fevereiro de 2010 foram trocas de tiros dispersos, que ocorreram em 18 de fevereiro na linha de contato dividindo os azeris e as forças militares armênias do Carabaque. O Azerbaijão acusou as forças armênias de disparar sobre as posições azeris perto dos vilarejos de Tap Qaraqoyunlu, Qızıloba, Qapanlı, Yusifcanlı e Cavahirli, bem como nos planaltos do Rayon de Agdam com pequenas armas de fogo, incluindo atiradores de elite. Como resultado, três soldados azeris foram mortos e um ferido.
As escaramuças em Mardakert de 2010 foram uma série de violações do cessar-fogo da Guerra do Alto Carabaque. Ocorreram em toda a linha de contato que divide o Azerbaijão e as forças militares armênias da não reconhecida, mas de facto independente, República do Alto Carabaque. Ambos os lados acusaram o outro de violar o regime de cessar-fogo. Estas foram as piores violações do cessar-fogo (que tem estado em vigor desde 1994) em dois anos e deixaram as forças armênias com as mais pesadas baixas desde as escaramuças de Mardakert de março de 2008.
No final de abril de 2011, os confrontos fronteiriços deixaram três soldados do Alto Carabaque mortos, enquanto que em 5 de outubro, dois azeris e um soldado armênio foram mortos.

### Confrontos fronteiriços de 2012
Em 2012, os confrontos fronteiriços entre as forças armadas da Armênia e do Azerbaijão ocorreram entre o final de abril até o início de junho. Os confrontos resultaram na morte de cinco azeris e quatro soldados armênios. Ao todo, durante 2012, dezenove azeris e catorze soldados armênios foram mortos.
De acordo com os meios de comunicação armênios, na noite de 3 a 4 de junho de 2012, soldados azeris tentaram uma incursão no nordeste do país, perto dos povoados de Berdavan e Chinari. Três soldados armênios foram mortos e outros cinco feridos. O Azerbaijão denuncia uma manobra de desvio armênio responsável pelo confronto. No dia seguinte, os combates prosseguem, com o Azerbaijão denunciando uma invasão armênia e anunciando a morte de cinco soldados azeris.
Os confrontos persistem durante o mês de junho. De acordo com fontes armênias, entre 50 e 100 soldados azeris foram mortos como resultado dos combates desde o primeiro confronto, contra quatro soldados armênios. O Azerbaijão anuncia a morte de 40 soldados armênios contra cinco do seu no mesmo período.

### Confrontos fronteiriços e 2013 e 2014
Em 2013, doze azeris e sete soldados armênios foram mortos em confrontos fronteiriços.
Em 2014, irromperam vários confrontos fronteiriços que ocasionaram em dezesseis mortes de ambos os lados até 20 de junho.
Em 2 de agosto, as autoridades azeris anunciaram que oito de seus soldados foram mortos em três dias de confrontos com as forças do Alto Carabaque, o maior número de militares mortos para um único país desde a guerra de 1994. A República do Alto Carabaque negou qualquer baixa do lado deles, enquanto afirmou que os azeris sofreram catorze mortos e muitos mais feridos. Os oficiais locais no Alto Carabaque relataram pelo menos duas mortes de militares armênios no que foi o maior incidente na área desde 2008. Outros cinco soldados azeris foram mortos na noite seguinte, elevando o número de mortos dos confrontos de agosto a pelo menos quinze. A violência levou a Rússia a emitir uma declaração forte, advertindo ambos os lados para não que agravassem ainda mais a situação.
Até 5 de agosto, os combates que começaram em 27 de julho haviam deixado catorze azeris e cinco soldados armênios mortos. No geral, 27 soldados azeris morreram desde o início do ano em confrontos fronteiriços.

### Ofensiva azeri em 2020
No dia 27 de setembro de 2020, os azeris lançaram uma ofensiva aero-terrestre, de manhã, com a conquista de cinco aldeias arménias e a perda de 10 blindados, 15 drones e 4 helicópteros, segundo um porta-voz arménio. A ofensiva azeri teve apoio material turco.